# 中國—盧旺達關係
中國—盧旺達關係是指中華人民共和國與盧旺達的外交關係。

## 政治
中國與盧旺達在1971年11月12日建交，《联合公报》称，中华人民共和国政府坚决支持卢旺达共和国政府反对新殖民主义、维护民族独立和国家主权的斗争；支持卢旺达共和国政府在各国人民之间奉行的和平合作政策。卢旺达共和国政府承认中华人民共和国政府为中国唯一合法的政府。此後兩國友好合作、發展順利。
1982年2月，中卢两国政府签订关于中国向卢旺达派遣医疗队的议定书。迄今，中国共派出18批医疗队214人次，现有15名医疗队员在卢。此外，中国还曾向卢旺达捐赠过桌椅。
2018年7月，中共中央总书记、中国国家主席习近平访问卢旺达，这是中国国家元首历史上首次访问卢旺达。在访问之际，习近平在卢旺达《新时代报》发表题为《中卢友谊情比山高》的署名文章，赞扬了卢旺达经济的快速发展和对中卢友谊的期待。2024年9月5日，两国建立全面战略伙伴关系。

## 经济
1972年，中國與盧旺達政府簽订貿易協定，規定雙方貿易以現匯支付。1983年5月，兩國簽订關於成立經濟技術貿易合作混合委員會協定，并在1985年10月、1988年5月、1991年7月、2000年5月、2006年8月和2009年7月、2013年5月分别在基加利和北京舉行了7次會議。
截至2013年底，中國援助盧旺達項目包括水稻種植、糖廠、基加利－魯蘇莫公路、魯奔迪和盧瓦瑪加納稻區開發、馬敘賽水泥廠、國家體育場、外交部辦公樓、兩所農村小學、農技示範中心、基加利綜合醫院、穆桑泽职业技校等。2018年以来，超过40名卢矿业领域官员及技术人员赴华参加地质调查和矿产资源管理培训项目。2019年中国矿业专家赴卢旺达，展开矿业合作，并向卢旺达赠送了矿业专家组精心制作的《卢旺达地形地质3D打印图》和《卢旺达地质地球物理地球化学系列图集》。
2022年中盧雙邊貿易額4.77億美元，同比增加31.2%，其中中國出口4.07億美元，同比增長21.4%，進口0.7億美元，同比增加145%。中國主要出口機電產品、車輛等，進口鉭鈮礦砂和鎢礦砂等產品。
| 年份   | 中国对卢旺达出口 | 中国自卢旺达进口 | 双边贸易总额 | 中国贸易顺差 |
| ------ | ---------------- | ---------------- | ------------ | ------------ |
| 2015年 | 12382            | 4352             | 16735        | 8030         |
| 2016年 | 10853            | 3314             | 14167        | 7539         |
| 2017年 | 12843            | 2884             | 15727        | 9958         |
| 2018年 | 16559            | 3934             | 20492        | 12626        |
| 2019年 | 26500            | 3508             | 30007        | 22992        |
| 2020年 | 28254            | 3818             | 32072        | 24436        |

2013年7月1日，中國給予盧旺達95%商品免關稅待遇。2015年1月，中國將免關稅待遇提高至97%商品。6月，中國銀聯在盧旺達上線。2022年9月，中國再次將免關稅待遇提高至98%商品。

## 交通

### 航空
2019年6月，卢旺达航空公司开通基加利至广州直航。

## 文化教育
两国文艺团组互访频繁。中国成都木偶剧团、福建艺术团、天津艺术团、辽宁歌舞团、新疆歌舞团等曾赴卢访演。卢国家歌舞团、国家艺术团等先后来华演出。2018年2月，甘肃艺术团赴卢演出并执行“欢乐春节”任务。
从1976年起，中国每年向卢提供高校奖学金名额，包括理工、农学、水利、建筑、化工、纺织等十几个专业。2009年6月，中国在卢孔子学院举行揭牌仪式。卢旺达大学孔子学院注册学员已近5000人，卢旺达武术协会有2000多名学员。
2018年以来，超过40名卢矿业领域官员及技术人员赴华参加地质调查和矿产资源管理培训项目。

## 高层互访
近年来中方访卢的党和国家领导人有：中共中央政治局常委、中央纪委书记吴官正（2006年8月），外交部长杨洁篪（2009年1月），中共中央政治局常委、全国人大常委会委员长张德江（2016年3月），全国政协副主席刘晓峰（2017年8月出席保罗·卡加梅总统就职仪式），外交部长王毅（2018年1月），中共中央总书记、国家主席习近平（2018年7月），全国政协副主席郑建邦（2019年4月）等。
卢方访华的重要官员主要有：总统保罗·卡加梅（2001年11月、2007年5月、2017年3月访华，2006年11月出席中非合作论坛北京峰会，2012年9月出席天津夏季达沃斯论坛、2018年9月出席中非合作论坛北京峰会），外交和合作部长穆里甘德（2004年7月），参议长比鲁塔（2006年6月），总理马库扎（出席2010年上海世博会开幕式），外交、合作和东共体事务部长路易丝·穆希基瓦博（2012年5月、2015年4月，2016年11月来华参会并出席中卢建交45周年招待会）等。

## 协定
| 日期           | 协议                                                             |
| -------------- | ---------------------------------------------------------------- |
| 1971年11月12日 | 《关于中华人民共和国和卢旺达共和国建立外交关系联合公报》         |
| 1975年7月6日   | 《中华人民共和国政府和卢旺达共和国政府贸易协定》                 |
| 1979年6月19日  | 《中华人民共和国政府和卢旺达共和国政府经济技术合作协定》         |
| 1983年5月11日  | 《中华人民共和国政府和卢旺达共和国政府文化和科学合作协定》       |
| 2005年11月     | 《中华人民共和国教育部与卢旺达教育、科学、技术及科研部合作协议》 |
| 2010年3月24日  | 《中国和卢旺达政府文化合作协定2010至2012年执行计划》             |